# Aeropuerto de Coimbatore
El Aeropuerto Internacional de Coimbatore (IATA: CJB, OACI: VOCB) es un aeropuerto internacional ubicado en Peelamedu, y sirve a Coimbatore. Era anteriormente conocido como Peelamedu o Aeródromo Civil de Coimbatore. Se encuentra a unos 21 kilómetros de la ciudad.
Los aeropuertos más cercanos a Coimbatore son el Aeropuerto Internacional de Cochin (a 170 km), el Aeropuerto Internacional de Trichy (a 214 km) y el Aeropuerto de Madurai (a 225 km).

## Historia
El aeropuerto de Coimbatore comenzó sus operaciones en los 40 como aeródromo civil, con Indian Airlines operando con Fokker F27, Douglas DC-3 y Avro 748 de Hawker Siddeley. En sus primeros días, los vuelos eran principalmente a Chennai y Mumbai. Más tarde se añadieron vuelos a Cochin y Bengaluru. A comienzos de los 80 el aeropuerto fue cerrado para poder ampliar su pista, para poder acoger a los modernos aviones de reacción como el Boeing 737 y el Airbus A320. Temporalmente, las aerolíneas estuvieron usando la cercana Base aérea Sulur. En 1987, tras completarse la ampliación de pista y una nueva terminal, el aeropuerto retomó los vuelos. En 1995, Indian Airlines inició sus vuelos internacionales a Sharjah, y en 2007 comenzaron los vuelos a destinos internacionales de Sri Lanka y Singapur.

## Estructura aeroportuaria
El aeropuerto de Coimbatore tiene actualmente una terminal, y otra está en construcción
Hay dos hangares, uno para compañías privadas y otro para el aeroclub de Coimbatore. El aeropuerto cuenta con seis puestos de estacionamiento, y también tiene una estación de bomberos.
El aeropuerto tiene una pista de 2.990 metros de largo - anteriormente la pista tenía 2.500 metros de longitud. Tras la ampliación de pista, el aeropuerto puede acoger el aterrizaje de aviones como el Boeing 747 y el Airbus A330. También existe un sistema de aterrizaje por instrumentos (ILS).
La propuesta de ampliación actual incluye la construcción de un vial de rodadura paralela a la pista. Esto reducirá el tiempo de ocupación de pista y las frustradas de aviones, puesto que actualmente los aviones ruedan por pista. Se crearán dos nuevos puestos de estacionamiento, incrementando el número total a och. La terminal también será modernizada con puertas giratorias, fingers, y modernos sistemas de gestión de equipajes.

## Aerolíneas y destinos
| Aerolíneas | Destinos                                                                         |
| ---------- | -------------------------------------------------------------------------------- |
| Air Arabia | Sharjah                                                                          |
| Air India  | Bombay, Chennai                                                                  |
| IndiGo     | Ahmedabad, Bangalore, Bombay, Calcuta, Chennai, Delhi, Goa–Mopa, Hyderabad, Pune |
| Scoot      | Singapore                                                                        |
| SpiceJet   | Bangalore                                                                        |
| Vistara    | Bombay, Delhi                                                                    |

## Estadísticas
Ver fuente y consulta Wikidata.